# Christina Schollin
Christina Alma Elisabeth Schollin (født 26. december 1937 i Maria Magdalena kirkesogn i Stockholm) er en svensk skuespiller, der er kendt for sine roller både på Dramaten, privatteatre og i talrige film og tv-serier.

## Karriere
Schollin filmdebuterede i 1956 i Swing it, fröken med Alice Babs. Hun kom ind på Dramatens elevskole i 1958. Som ansat skuespiller på Dramaten spillede hun blandt andet Beatie i Arnold Weskers Rødder samt Nerissa i William Shakespeares Købmanden i Venedig. Hun har derudover arbejdet på samtlige privatteatre i Stockholm.
Schollin blev i 1960'erne en af svensk films største publikumsmagneter, ikke mindst i rollen som Jarl Kulles glitrende sommerpige i Änglar, finnes dom?, som også blev en succes i udlandet.
I 1966 takkede hun nej til en rolle i en film med Elvis Presley. I 1968 spillede hun imidlertid rollen som prinsesse Anne i Arnljot Bergs norske film Hendes meget kongelige højhed og Therese Berg i den amerikanske film Song of Norway. I 1982 medvirkede hun i Ingmar Bergmans mesterværk Fanny og Alexander. Svenske TV-seere mindes også Schollin som den intrigerende chef Margaretha Öhman i tv-serien Stormagasinet eller som den ulykkelige Birgitta i Tre kronor.
Efter en pause på næsten 30 år vendte Schollin tilbage til Dramaten i 2022 i rollen som dronningen i Macbeth. Hun fik gode anmeldelser for rollen. Senere samme år meddelte hun, at rollen var hendes sidste og satte dermed punktum for 64 år med skuespillet.

## Privatliv
Christina Schollin var gift med skuespilleren Hans Wahlgren fra 1962 og frem til hans død i 2024. De fik fire børn: Peter Wahlgren (født 1963), Niclas Wahlgren (født 1963), Pernilla Wahlgren (født 1967) og Linus Wahlgren (født 1976). Peter Wahlgren har valgt et liv uden for rampelyset og arbejder inden for valutabranchen.
Schollin er kusine til skuespilleren Helena Brodin.

## Priser
I 1966 vandt hun en Guldbagge for bedste kvindelige hovedrolle i filmen Giftsnogen, der instrueret af Hans Abramson.

## Udvalgt filmografi
- Raggare! (1959)
- Sovekammertyven (1959)
- Skal vi elske? (1961)
- Kære John (1964)
- Niklasons (tv-serie, 1965)
- Giftsnogen (1966)
- Hvad unge mænd har brug for (1966)
- Elsk din næste (1967)
- Song of Norway (1970)
- Mumidalen (julekalender, 1973)
- Garagen (1975)
- Katitzi (tv-serie, 1979)
- Fanny og Alexander (1982)
- De to salige (1986)
- Varuhuset (tv-serie, 1987-1989)
- Tre kronor (tv-serie, 1994-1999)
- Playa del Sol (tv-serie, 2009)
- Broen (tv-serie, 2011)
- Familien Andersson (tv-serie, 2023)